# Chrysopogon pilosifacies
Chrysopogon pilosifacies là một loài ruồi trong họ Asilidae. Chrysopogon pilosifacies được Clements miêu tả năm 1985. Loài này phân bố ở miền Australasia.